# Saint-Nicolas-des-Bois (Orne)
Saint-Nicolas-des-Bois è un comune francese di 260 abitanti situato nel dipartimento dell'Orne nella regione della Normandia.

## Società

### Evoluzione demografica
Abitanti censiti